# Акмариу (Алба)
Акмариу (рум. Acmariu) насеље је у Румунији у округу Алба у општини Бландиана. Oпштина се налази на надморској висини од 253 m.

## Становништво
Према подацима из 2002. године у насељу је живело 444 становника, од којих су сви румунске националности.